# Temporada 1949-50 de los Washington Capitols
La Temporada 1949-50 fue la cuarta de los Washington Capitols en la liga, la primera con la nueva denominación NBA. La temporada regular acabó con 32 victorias y 36 derrotas,alcanzando los playoffs en los que fueron derrotados en semifinales de división por los New York Knicks.

## Elecciones en elDraft
| Ronda | Puesto | Jugador       | Posición | Nacionalidad   | Universidad |
| ----- | ------ | ------------- | -------- | -------------- | ----------- |
| 1     | 8      | Wallace Jones | Alero    | Estados Unidos | Kentucky    |
| 2     | 21     | Red Owens     | Escolta  | Estados Unidos | Baylor      |
| 5     | 55     | Cliff Barker  | Base     | Estados Unidos | Kentucky    |

## Temporada regular
| División Este           | División Este | División Este | División Este | División Este | División Este | División Este | División Este | División Este |
| Equipo                  | G             | P             | %             | PD            | Casa          | Fuera         | Neutral       | Div           |
| ----------------------- | ------------- | ------------- | ------------- | ------------- | ------------- | ------------- | ------------- | ------------- |
| x-Syracuse Nationals    | 51            | 13            | .797          | -             | 31-1          | 15-12         | 5-0           | 9-1           |
| x-New York Knicks       | 40            | 28            | .588          | 13            | 19-10         | 18-16         | 3-2           | 20-6          |
| x-Washington Capitols   | 32            | 36            | .471          | 21            | 21-13         | 10-20         | 1-3           | 13-13         |
| x-Philadelphia Warriors | 26            | 42            | .382          | 25            | 15-15         | 8–23          | 3-4           | 9-17          |
| Baltimore Bullets       | 25            | 43            | .368          | 26            | 16-15         | 8–25          | 1-3           | 8-18          |
| Boston Celtics          | 22            | 46            | .324          | 29            | 12-14         | 5–28          | 5-4           | 11-15         |

## Playoffs

### Semifinales de División
New York Knicks vs. Washington Capitols
| Fecha       | Partido                                     | Ciudad           |
| ----------- | ------------------------------------------- | ---------------- |
| 21 de marzo | Washington Capitols 87, New York Knicks 90  | Washington D. C. |
| 22 de marzo | New York Knicks 103, Washington Capitols 83 | Nueva York       |
|             | New York gana las series 2-0                |                  |

## Estadísticas
| Rk | Jugador          | Edad | P  | PT | MP | TC  | TCI  | %TC  | 3P | 3PI | %3P | TL  | TLI | %TL  | RO | RD | RT | AS  | RB | TAP | BP | FP  | PTS  |
| 1  | Don Otten        | 28   | 18 |    |    | 4.3 | 10.9 | .391 |    |     |     | 6.4 | 8.2 | .777 |    |    |    | 1.0 |    |     |    | 3.7 | 14.9 |
| 2  | Jack Nichols     | 23   | 49 |    |    | 4.7 | 12.8 | .362 |    |     |     | 3.8 | 5.2 | .736 |    |    |    | 1.7 |    |     |    | 2.4 | 13.1 |
| 3  | Fred Scolari     | 27   | 66 |    |    | 4.7 | 13.8 | .343 |    |     |     | 3.6 | 4.3 | .822 |    |    |    | 2.7 |    |     |    | 2.7 | 13.0 |
| 4  | Bones McKinney   | 31   | 53 |    |    | 3.5 | 11.9 | .296 |    |     |     | 2.2 | 2.9 | .776 |    |    |    | 1.7 |    |     |    | 3.5 | 9.3  |
| 5  | Chick Reiser     | 35   | 67 |    |    | 2.9 | 9.6  | .305 |    |     |     | 3.2 | 3.8 | .835 |    |    |    | 2.6 |    |     |    | 3.3 | 9.0  |
| 6  | Bob Feerick      | 30   | 60 |    |    | 2.9 | 8.3  | .344 |    |     |     | 2.3 | 2.9 | .799 |    |    |    | 2.1 |    |     |    | 2.3 | 8.1  |
| 7  | Dick O'Keefe     | 26   | 68 |    |    | 2.4 | 7.8  | .306 |    |     |     | 2.2 | 3.0 | .739 |    |    |    | 1.1 |    |     |    | 3.6 | 7.0  |
| 8  | Johnny Norlander | 28   | 40 |    |    | 2.5 | 7.3  | .338 |    |     |     | 1.3 | 2.1 | .624 |    |    |    | 0.8 |    |     |    | 1.8 | 6.3  |
| 9  | Chuck Gilmur     | 27   | 68 |    |    | 1.9 | 5.6  | .335 |    |     |     | 2.4 | 3.5 | .680 |    |    |    | 1.6 |    |     |    | 4.0 | 6.1  |
| 10 | Chick Halbert    | 30   | 68 |    |    | 1.6 | 4.2  | .380 |    |     |     | 1.6 | 2.6 | .640 |    |    |    | 1.3 |    |     |    | 2.0 | 4.8  |
| 11 | Leo Katkaveck    | 26   | 54 |    |    | 1.9 | 6.1  | .306 |    |     |     | 0.6 | 1.0 | .607 |    |    |    | 1.3 |    |     |    | 1.9 | 4.4  |
| 12 | Dick Schulz      | 33   | 13 |    |    | 0.9 | 3.5  | .267 |    |     |     | 1.5 | 2.2 | .679 |    |    |    | 0.8 |    |     |    | 2.1 | 3.3  |
| 13 | John Mandic      | 30   | 22 |    |    | 1.0 | 3.0  | .323 |    |     |     | 0.9 | 1.4 | .667 |    |    |    | 0.3 |    |     |    | 2.1 | 2.8  |
| 14 | Hook Dillon      | 26   | 22 |    |    | 0.5 | 2.5  | .182 |    |     |     | 0.7 | 1.0 | .727 |    |    |    | 0.2 |    |     |    | 0.9 | 1.6  |